# Алишевское сельское поселение
Алишевское се́льское поселе́ние — муниципальное образование в Сосновском районе Челябинской области Российской Федерации. В рамках административно-территориального устройства муниципальное образование  соответствует административно-территориальной единице Алишевский сельсовет.
Административный центр — посёлок Трубный.

## История
Статус и границы сельского поселения установлены Законом Челябинской области от 9 июля 2004 года № 246-ЗО «О статусе и границах Сосновского муниципального района и сельских поселений в его составе».

## Население
| 2002  | 2010  | 2011  | 2012  | 2013  | 2014  | 2015  |
| ----- | ----- | ----- | ----- | ----- | ----- | ----- |
| 2135  | ↗2319 | ↗2325 | ↗2367 | ↗2375 | ↗2390 | ↗2413 |
| 2016  | 2017  | 2018  | 2019  | 2020  | 2021  |       |
| ↗2451 | ↗2487 | ↗2522 | ↘2519 | ↗2563 | ↗2595 |       |

## Состав сельского поселения
| № | Населённый пункт | Тип населённого пункта          | Население |
| - | ---------------- | ------------------------------- | --------- |
| 1 | Алишева          | деревня                         | ↗292      |
| 2 | Кайгородово      | село                            | ↘287      |
| 3 | Трифоново        | деревня                         | ↘19       |
| 4 | Трубный          | посёлок, административный центр | ↗958      |
| 5 | Туктубаево       | село                            | ↗763      |